# 楊方隆
楊方隆（1564年—1604年），號中菴，四川順慶府南充縣人。明朝政治人物。

## 生平
明神宗萬曆二十五年（1597年），中式丁酉科四川鄉試第五十七名舉人。萬曆二十六年（1598年）聯捷戊戌科會試第二百二名，三甲二百五名進士。礼部觀政，萬曆三十二年卒。

## 家族
曾祖杨钲，贈兵部主事。祖楊子臣，乙未進士、推官。父休一，国子生。兄楊時隆，与弟同科举人，官貴州布政使。